# 고질라 - 고질라 X 메카고질라
고질라 - 고질라 X 메카고질라(ゴジラ×メカゴジラ: Godzilla X Mechagodzilla)는 일본에서 제작된 테즈카 마사아키 감독의 2002년 액션, 공포, SF, 스릴러 영화이다. 샤쿠 유미코 등이 주연으로 출연하였고 토미야마 쇼고 등이 제작에 참여하였다.

## 출연

### 주연
- 샤쿠 유미코
- 타쿠마 신

### 조연
- 오노데라 카나
- 다카스기 코오
- 토모이 유스케
- 미즈노 준이치
- 나카오 아키라
- 쿠미 미즈노
- 나카하라 타케오
- 우에다 코이치
- 시라이 아키라
- 하기오 미도리
- 로쿠다이라 나오마사
- 다나카 미사토
- 키타가와 츠토무
- 이시가키 히로후미
- 카미야 마코토
- 무라타 타케히로
- 테즈카 마사아키

1974
1974
셀카 고질라